# Plottnitz-Stockhammer

Wappen derer von Plottnitz-Stockhammer

Plottnitz-Stockhammer ist der Name eines Geschlechts, das im Mannesstamm auf das Haus Wittelsbach zurückgeht und von 1927 bis 1937 den Namen „Prinz von Preußen“ führte. 

## Geschichte

### Lilly Stockhammer und der Herzog in Bayern
Aus einer Verbindung zwischen dem königlich bayerischen Oberleutnant Franz Joseph Herzog in Bayern (* 1888; † 1912) (dem Sohn von Herzog Karl Theodor in Bayern und der Infantin Marie Josepha von Portugal) mit Caroline „Lilly“ Stockhammer (auch: Karoline Kornelia) (* 1891 in Braunau am Inn; † 1952 in München), einer Tochter der Anna Stockhammer, ging 1909 ein Sohn hervor.
Die Stammmutter Lilly Stockhammer heiratete 1915 in erster Ehe den Ingenieur Werner von Nostitz-Bakowski. Die Ehe wurde 1918 geschieden. Am 9. Oktober 1920 heiratete sie in Wien den Komponisten und königlich preußischen Oberstleutnant a. D. Joachim Albrecht Prinz von Preußen (* 1876; † 1939), den Sohn Albrechts Prinz von Preußen und der Marie Prinzessin von Sachsen-Altenburg. Er hatte bereits am 3. September 1919 in Ischl die vor 1919 von Viktor Baron von Liebenberg geschiedene Marie Blich-Sulzer (* 1872; † 9. November 1919), Tochter des Heinrich Blich-Sulzer geheiratet, aber die Ehe war nicht anerkannt worden -mittlerweile war sie auch verstorben. Die Ehe Preußen-Stockhammer wurde 1936 geschieden, Joachim Albrecht Prinz von Preußen starb am 24. Oktober 1939. 1946 heiratete Lilly Stockhammer den Diplomingenieur und Architekten Raoul Graf Lavaulx Freiherr von Vrécourt. Diese Ehe wurde bereits 1949 geschieden.

### Ottomar Stockhammer wird Prinz von Preußen und Herr von Plottnitz
Der Sohn aus der Verbindung Bayern-Stockhammer war Ottomar Gustav Stockhammer (* 1. Dezember 1909 in München; † 28. Januar 1959 in Bad Homburg vor der Höhe). Er war seit 16. September 1927 (Vertrag amtsgerichtlich bestätigt in Berlin-Mitte 18. November 1927) Adoptivsohn seines Stiefvaters Joachim Albrecht Prinz von Preußen mit der Namensführung „Prinz von Preußen“. Vertraglich verzichtete Ottomar darauf am 4. März 1937, amtsgerichtlich bestätigt Berlin-Charlottenburg 8. Juli 1937. Als künftigen Familiennamen wählte er mit Zustimmung des vormals königlichen Hauses Preußen nach dem zum Fideikommiss Kamenz gehörenden Waldgut in Schlesien zunächst den Namen „von Plottnitz“. Bereits am 17. des Monats legte das Reichs- und Preußische Ministerium des Innern die Namensform per Erlass auf „von Plottnitz-Stockhammer“ fest. Der „Deutsche Adelsrechtsausschuß“ sprach dazu am 16. Juli 1957 eine „adelsrechtliche Nichtbeanstandung“ aus. Ottomar von Plottnitz-Stockhammer (vormals Prinz von Preußen) war als Bankkaufmann bei der Berliner Handels-Gesellschaft in Frankfurt am Main tätig. Er heiratete am 8. August 1937 in Berlin Kitty Baronesse von Taube (* 1911) aus Estland, Tochter des Otto Baron von Taube und der Kitty Baronesse von Meyendorff (Linie der Uexküll).

### Plottnitz-Stockhammer in Kunst und Politik
- Aus der Ehe von Plottnitz-Stockhammer-von Taube wurde 1940 in Danzig Franz-Joseph Rupert Ottomar von Plottnitz-Stockhammer geboren, besser bekannt als Rupert von Plottnitz. Er ist ein deutscher Jurist und Politiker (Bündnis 90/Die Grünen). Plottnitz war mit Cornelia-Katrin von Plottnitz und ist in zweiter Ehe mit Beate Gottschalk (* 1949) verheiratet.[5][6]
- Die Pädagogin und Theaterregisseurin[7] Cornelia-Katrin von Plottnitz, geborene Walz (* 1943), ist Oberstudienrätin a. D. und seit 1997 für das Bündnis 90/Die Grünen ehrenamtliche Frankfurter Stadträtin. Sie war in den 1960er Jahren die Muse Ludwig Meidners und ist Vorsitzende der von ihr 1990 gegründeten Ludwig-Meidner-Gesellschaft.[8]
- Ruperts Schwester Marie Monika Kitty von Plottnitz-Stockhammer (die Fotografin Monika Thein von Plottnitz[9]) wurde 1942 ebenfalls in Danzig geboren.[1] Ihr ältester Sohn ist der Pianist[10] und Schlagzeuger[11] Nicolai Thein (* 1968).[9] Ein weiterer Sohn ist der Schlagzeuger Gustav Jacobus Maria Thein (* 1976). Sie war mit dem bekannten Bremer Metallblasinstrumentenhersteller,[12] Komponisten[13] und Schriftsteller[13] Heinrich Thein (* 1947) verheiratet.[9]

## Wappen
Das 1957 festgelegte Wappen stellt ein gemindertes Wappen des silbern-blau gerauteten Stammwappens des ehemals Bayern regierenden Hauses Wittelsbach dar, gleichzeitig erinnert es durch Farbgebung und Aufteilung der Schildfelder an das von Silber und Schwarz gevierte Stammwappen des Hauses Hohenzollern, der ehemals regierenden Dynastie Preußens: Im von Silber und Schwarz geteilten Schilde ein von Silber und Blau in zwei Reihen mit Spaltungen gerauteter Schräglinksbalken (Bastardfaden), überdeckt durch einen von Schwarz und Silber geteilten Herzschild; auf dem Helm mit rechts schwarz-silbernen, links blau-silbernen Decken ein von Silber und Blau schrägrechts gerauteter Flug.